# Alfred Maderno
Alfred Maderno, eigentlich Alfred Schmidt (* 25. Oktober 1886 in Marburg an der Drau; † 17. März 1960 in Berlin) war ein österreichisch-deutscher Schriftsteller und Journalist, der vornehmlich in Deutschland wirkte und nur unter seinem Pseudonym publizierte.

## Leben
Alfred Schmidt wurde in der untersteirischen Stadt Marburg an der Drau (heute Maribor in Slowenien) geboren. Hier verbrachte er seine Kindheit und Jugend, besuchte die Volksschule und das Gymnasium. Im Jahre 1906 legte er die Reifeprüfung ab und übersiedelte nach Wien, wo er an der Universität ein Rechtswissenschaftsstudium begann, das er im Jahre 1913 mit der Promotion zum Dr. jur. abschloss.
Nach dem Ersten Weltkrieg verlegte Alfred Schmidt seinen Wohnsitz nach Deutschland und arbeitete an verschiedenen Orten als freier Schriftsteller und Journalist. Ab dem Jahre 1931 leitete er die Kulturredaktion des Berliner Lokal-Anzeigers. In dieser Epoche wandte er sich verstärkt historischen Themen zu und passte seine Ausdrucksweise merklich den politischen Gegebenheiten an, schrieb u. a. auch für die Nationalsozialistischen Monatshefte. Im Kriegsjahr 1942 wurde er als Schriftleiter mit einer Adresse in der Lindenstraße in Berlin-Kreuzberg erwähnt.
Bald nach dem Zweiten Weltkrieg konnte Schmidt seine journalistische Tätigkeit wieder aufnehmen. Für die, als Organ der Liberal-Demokratischen Partei Deutschlands (LDP) ab August 1945, in Berlin erscheinende Tageszeitung „Der Morgen“, schrieb er Essays und Theaterkritiken. Im Jahre 1957 gelang ihm, über den Buchverlag Der Morgen, eine Neuausgabe seiner 1933 erschienenen Publikation, „Fünf Katzen“, für die Hans-Hermann Schlicker die Buchillustrationen zeichnete.
Im Jahre 1960 verstarb Alfred Schmidt/Alfred Maderno im Alter von 73 Jahren in Berlin.

## Werke
Erzählungen:
- Sonnensehnsucht, 1912.
- Das Haus am Himmel, 1913.
- Von des Reiches Herrlichkeit, 1913.
- Elbflorenz, 1914.
- Die Wildenrainer, 1915.
- Der wilde Rosenbusch, 1915.
- Das törichte Herz, 1915.
- Scirokko, 1916.
- Die Kellerwohnung, 1916.
- Zwischen zwei Nationen: Ein Roman aus Oesterreichs Südland, 1917.
- Gespenster des Glücks, 1917.
- Du bist meine Heimat, 1918.
- Das ferne Leuchten, 1918.
- Kino, 1919.
- Und draußen die Welt, 1922.
- Seine junge Frau, 1922.
- Die Stunde der Macht, 1925.
- Das letzte Lied, 1926.
- Föhn, 1927.
- Fünf Katzen, 1933.

Landschaftsbücher:
- Korsika, 1913.
- Die Sächsische Schweiz, 1913.

Literaturwissenschaft:
- Die Deutschösterreichische Dichtung der Gegenwart, 1920.

Geschichtliche Werke:
- Germanisches Kulturerbe am Mittelmeer, 1934.
- Königinnen, gekrönte Frauen des deutschen Mittelalters, 1935.
- Deutsche Kaiser im Mittelalter, 1936.
- Krone und Schleier, 1937.
- Königtum und Kirche im Fränkischen Reich, 1938.
- Papst und Henker unter dem Lilienbanner; die Staufer im Endkampf, 1941.